# Södermanlands runinskrifter 53
Södermanlands runinskrifter 53 är en försvunnen vikingatida runsten som funnits i Valstad, Bettna socken och Flens kommun. Stenen är 2,5 meter hög. Med ordet "västerut" i ristningen menas England. Sö 53 är en så kallad Englandssten.

## Inskriften
Translitterering av runraden:
[lafʀ · raisþi · stain · þansi : iftiʀ · sulfu · sun sin : han uarþ : uastr · tauþr]
Normalisering till runsvenska:
Olafʀ ræisþi stæin þannsi æftiʀ Sylfu/Solfu, sun sinn. Hann varð vestr dauðr.
Översättning till nusvenska:
Olav reste denna sten efter Sylva/Solva, sin son. Han blev död västerut.